# Seán Sherlock
Seán Sherlock (né le 6 décembre 1972) est un homme politique du Parti travailliste irlandais qui est Teachta Dála (TD) pour la circonscription de Cork Est depuis les élections générales de 2007. Il est ministre d'État de 2011 à 2016.

## Jeunessee
Sherlock est né à Cork en 1972, mais est originaire de Mallow, dans le Comté de Cork. Il est le fils de Joe Sherlock, qui est un membre travailliste du conseil du comté de Cork. Il fait ses études localement à la St. Patrick's Boys' National School et à la Patrician Academy, avant de fréquenter plus tard le Cork College of Commerce. Sherlock étudie ensuite à l'University College Galway, où il obtient un diplôme en économie et en politique.

## Carrière politique
Sherlock s'implique jeune dans la politique lorsqu'il effectue un stage de six mois auprès du député européen Proinsias De Rossa, dans son bureau au Parlement européen. À la fin de son stage, on lui propose un emploi à temps plein en tant qu'assistant de de Rossa.
En 2002, Sherlock est directeur des élections pour son père dans sa tentative de regagner un siège dans la circonscription de Cork Est aux élections générales en tant que candidat du Parti travailliste.
L'abolition du double mandat en 2003 oblige Joe Sherlock à quitter ses sièges au conseil municipal de Mallow et au conseil du comté de Cork. Seán est coopté dans les deux conseils cette année-là. L'année suivante, il est élu pour les deux sièges aux élections locales. Il est ensuite élu maire de Mallow.
Lorsque Joe Sherlock annonce qu'il ne se représente pas aux élections générales de 2007, Seán est choisi pour lui succéder. Il se présente à Cork East pour le Parti travailliste et est élu. Un gouvernement dirigé par le Fianna Fáil revient au pouvoir pour la troisième élection consécutive. Seán Sherlock est nommé porte-parole du Parti travailliste pour l'agriculture et l'alimentation.

### ministre d'État
Sherlock conserve son siège au Dáil aux élections générales de 2011, en tête du scrutin à Cork East. Il est nommé par le nouveau gouvernement de coalition Fine Gael-Travailliste comme ministre d'État au ministère de l'Emploi, de l'Entreprise et de l'Innovation et au ministère de l'Éducation et des Compétences avec une responsabilité particulière pour la recherche et l'innovation,.
Le 15 juillet 2014, il est nommé ministre d'État au ministère des Affaires étrangères et du Commerce, chargé notamment de l'aide au développement à l'étranger, de la promotion du commerce et de la coopération Nord-Sud,.

### Retour à l'opposition
Après les élections générales de 2016, Sherlock est l'un des sept députés travaillistes restants,. Il s'oppose à la reconduction de la coalition avec le Fine Gael lors des pourparlers sur la formation du gouvernement cette année-là. Il continue à exercer ses fonctions de ministre adjoint jusqu'à la formation du nouveau gouvernement le 6 mai 2016. Il est porte-parole du Parti pour les questions d'enfance, de jeunesse et d'environnement au 32e Dáil.
Sherlock est réélu aux élections générales de 2020,. Lorsque Brendan Howlin démissionne de son poste de chef du parti en 2020, Sherlock exclut de se présenter aux élections à la direction du Parti travailliste. Il soutient Alan Kelly (homme politique), qui bat Aodhán Ó Ríordáin,. En juillet 2020, Sherlock est nommé porte-parole du Parti travailliste pour la protection sociale, les affaires rurales et communautaires et les îles, notamment l'agriculture et la marine.
À la suite du remaniement de sa circonscription, Sherlock annonce en octobre 2023 qu'il ne se représente pas aux prochaines élections générales.